# Mesua clemensorum
Mesua clemensorum är en tvåhjärtbladig växtart som först beskrevs av François Gagnepain, och fick sitt nu gällande namn av André Joseph Guillaume Henri Kostermans. Mesua clemensorum ingår i släktet Mesua och familjen Calophyllaceae. Inga underarter finns listade i Catalogue of Life.